# 봉태리
"봉태리"는 2023년에 개봉한 대한민국의 영화이다.

## 캐스팅

### 주연
- 오승훈 : 일우 역
- 김윤혜 : 봉숙 역

### 조연
- 이신성 : 사장(황기욱) 역
- 김신광 : 청년회장(김응명) 역
- 김자영 : 봉숙 모(이선자) 역
- 장유빈 : 소영 역

### 그 외 출연진
- 장승연 : 영주 역
- 양창완 : 봉숙 부 역
- 이나리 : 봉희 역
- 유인환 : 봉우 역
- 박수은 : 취객 일행 1 역
- 박선은 : 취객 일행 2 역
- 오기덕 : 취객 일행 3 역
- 신경수 : 포장마차 손님 1 역
- 김도현 : 포장마차 손님 2 역
- 안준태 : 포장마차 주인 역
- 임동은 : 일우 액션 대역
- 이명자 : 마을 할머니 역
- 이주호 : 마을 아이 역
- 허유라 : 마을 아이 엄마 역
- 신재승 : 취객 역 (우정출연)
- 이승윤 : 이승윤 역 (특별출연)
- 서남용 : 진짜 자연인 역 (특별출연)